# 5 Tracks Deep
5 Tracks Deep er en er-udgivelse fra det amerikanske nu metal-band Papa Roach i 1998. Sporet "Thrown Away" er senere blevet genindspillet på Infest.

## Spor
1. "Revenge In Japanese" – 3:56
2. "My Bad Side" – 3:42
3. "July" – 3:52
4. "Tambienemy" – 3:47
5. "Thrown Away" – 4:09